# Franz Ludwig Gehe

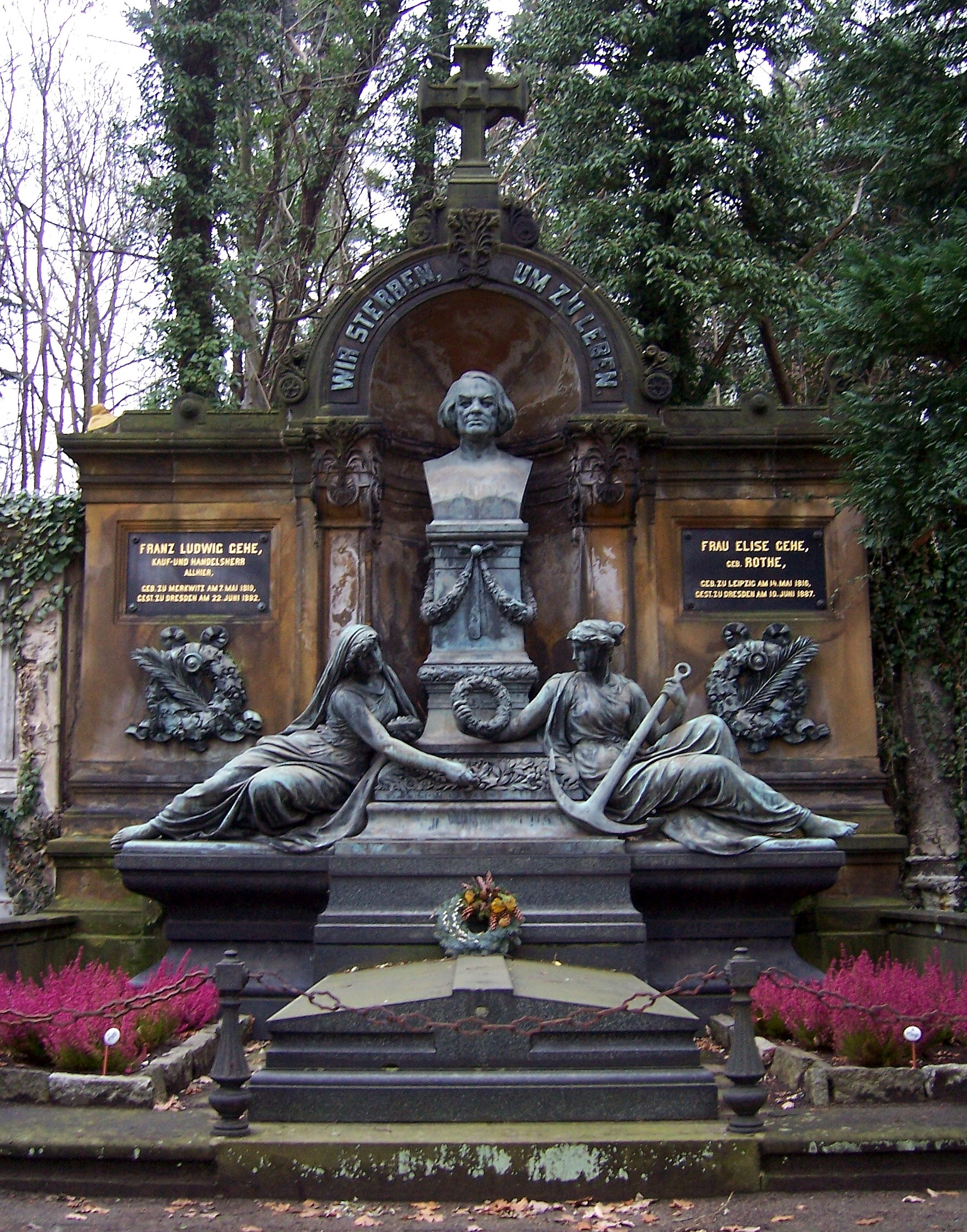
Franz Ludwig Gehes Grab auf dem St.-Pauli-Friedhof in Dresden

Franz Ludwig Gehe (* 7. Mai 1810 in Merkwitz bei Oschatz; † 22. Juni 1882 in Dresden) war ein deutscher chemisch-pharmazeutischer Unternehmer, Politiker und Philanthrop.

## Leben und Wirken
Gehe wuchs in einem ländlichen Umfeld auf. Er gründete am 1. Mai 1835 die Drogerie- und Farbwarenhandlung Gehe & Comp. in Dresden. 1846 bezog diese ihre ersten eigenen Geschäftsräume an der Dresdner Königstraße.
1859 trat mit dem Apotheker und Chemiker Rudolph August Luboldt (1831–1894) Gehes späterer Nachfolger in das Unternehmen ein.
1865 wurde an der Leipziger Straße ein erstes Fabrikationsgebäude errichtet, im Folgejahr 1866 wurde dort die Drogen- und Appretur-Anstalt Gehe & Co. eröffnet, aus der nach dem Zweiten Weltkrieg zusammen mit Madaus das Arzneimittelwerk Dresden entstehen sollte. Gehes Großhandlung an der Königstraße wurde noch bis 1908 weitergeführt.
Von 1842 bis 1851 war er stellvertretender Abgeordneter des Handels und Fabrikwesens in der II. Kammer des Sächsischen Landtags, anschließend hatte er 1860 bis 1868 das volle Mandat im 1. Wahlbezirk.
Kurz vor seinem Tod vermachte Gehe der Commercial-Akademie 2 Millionen Mark, daraus entstand im Jahr 1885 die Gehe-Stiftung.
Franz Ludwig Gehe starb 1882 in Dresden. Sein Grab befindet sich auf dem St.-Pauli-Friedhof in Dresden, die Grabfiguren und die Büste Franz Ludwig Gehes schuf der Bildhauer Johannes Schilling. In der Leipziger Vorstadt trägt die Verbindungsstraße zwischen Erfurter Straße und Moritzburger Platz den Namen Gehestraße.